# 마쓰우라 고지
마쓰우라 고지(일본어: 松浦 宏治, 1980년 5월 5일 ~ )는 일본의 전 축구 선수이다.

## 구단 경력
과거 산프레체 히로시마, 베갈타 센다이, 도쿄 베르디, 파지아노 오카야마, 더스파 구사쓰에서 활동하였다.